# Lijst van Stolpersteine in Amsterdam-West

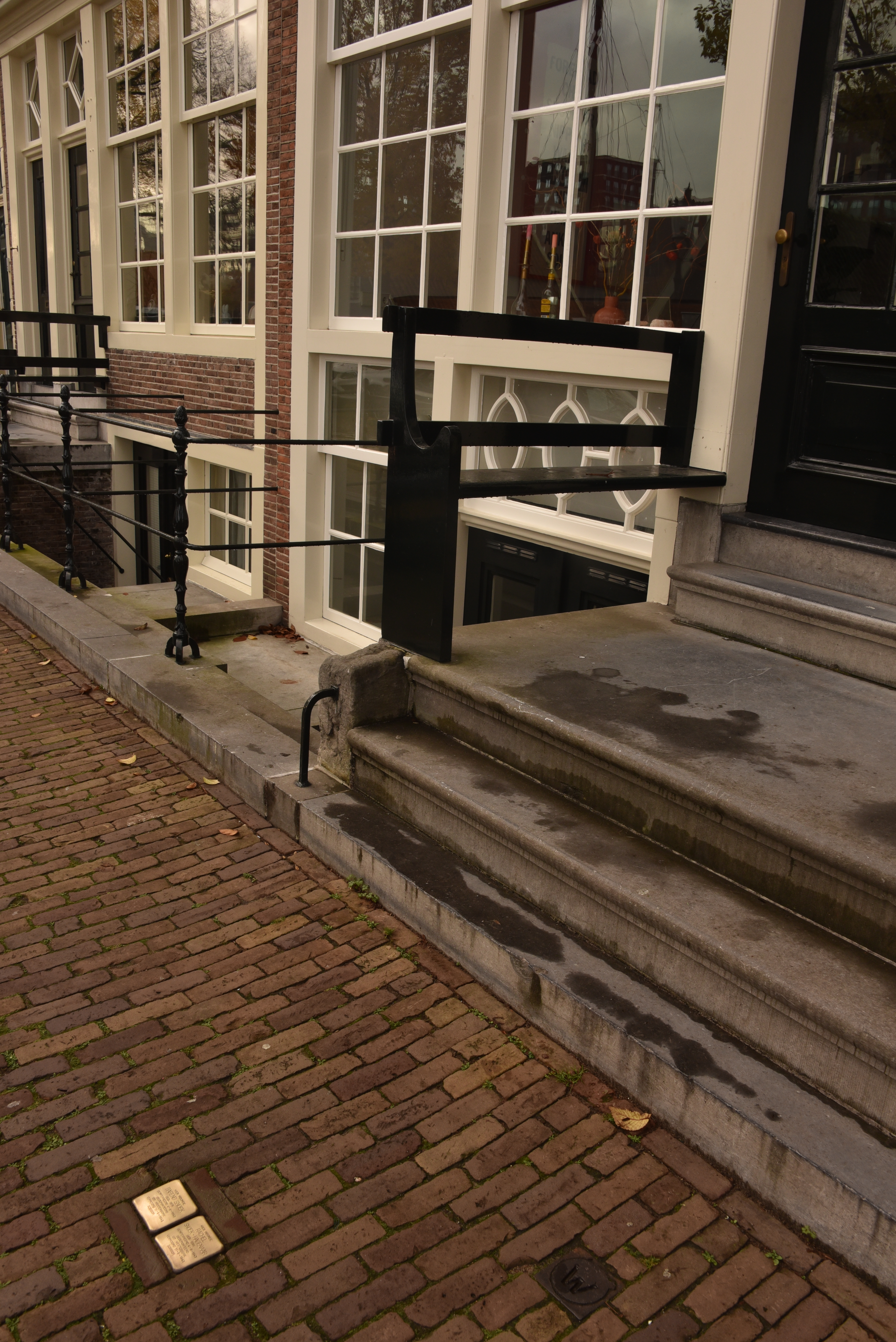
Stolpersteine voor het echtpaar Snoek

De lijst van Stolpersteine in Amsterdam-West geeft een overzicht van de Stolpersteine in het stadsdeel Amsterdam-West in de Nederlandse provincie Noord-Holland die zijn geplaatst in het kader van het Stolpersteine-project van de Duitse beeldhouwer-kunstenaar Gunter Demnig.
Stolpersteine zijn opgedragen aan slachtoffers van het nationaalsocialisme, al diegenen die zijn vervolgd, gedeporteerd, vermoord, gedwongen te emigreren of tot zelfmoord gedreven door het nazi-regime. Demnig legt voor elk slachtoffer een aparte steen, meestal voor de laatste zelfgekozen woning.

## Stolpersteine
In Amsterdam-West lagen eind 2023 vierentwintig Stolpersteine op vijftien adressen. Omdat het Stolpersteine-project doorloopt, kan deze lijst onvolledig zijn.
| Afbeelding | Inscriptie | Adres                          | Herdachte persoon                                        |
| ---------- | --- | ------------------------------ | -------------------------------------------------------- |
|            | HIER WOONDE JACQUES HERMAN AA GEB. 1913 GEDEPORTEERD 1944 UIT WESTERBORK AUSCHWITZ VERMOORD 21-4-1945 DACHAU                                      | Orteliuskade 39-lll            | Jacques Herman Aa (1913-1945)                            |
|            | HIER WOONDE SJOERD BAKKER GEB. 1915 VERZETSSTRIJDER GEARRESTEERD 1-4-1943 GEËXECUTEERD 1-7-1943 OVERVEEN                                          | Vondelstraat 24                | Sjoerd Bakker (1915-1943)                                |
|            | HIER WOONDE ZADOK COHEN GEB. 1878 VERMOORD 17-9-1942 AUSCHWITZ                                                                                    | Jacob Catskade 16              | Zadok Cohen (1878-1942)                                  |
|            | HIER WOONDE ESTHER COHEN-ZION GEB. 1871 VERMOORD 17-9-1942 AUSCHWITZ                                                                              | Jacob Catskade 16              | Esther Cohen-Zion (1871-1942)                            |
|            | HIER WOONDE LEON VAN DELFT GEB. 1893 GEARRESTEERD 1942 GEDEPOORTEERD UIT AMERSFOORT VERMOORD 2-9-1942 MAUTHAUSEN                                  | Van Speijkstraat 145 I         | Leon van Delft (1893-1942)                               |
|            | HIER WOONDE HENRI DRUKKER GEB. 1889 VERMOORD 8-4-1944 AUSCHWITZ                                                                                   | Vondelstraat 172               | Henri Drukker (1889-1944)                                |
|            | HIER WOONDE ERNST HENRI GOMPERTS GEB. 1914 GEDEPOORTERED UIT DRANCY VERMOORD 1-7-1944 AUSCHWITZ                                                   | Vondelstraat 65                | Ernst Henri Gomperts (1914-1942)                         |
|            | HIER WOONDE HENRI GOMPERTS GEB. 1879 GEÏNTERNEERD 20-6-1942 GEDEPOORTERED 1944 UIT WESTERBORK VERMOORD 18-7-1944 BERGEN-BELSEN                    | Vondelstraat 65                | Henri Gomperts (1879-1944)                               |
|            | HIER WOONDE FREDERIEKA GOMPERTS-PHILIPS GEB. 1891 GEÏNTERNEERD 20-6-1942 GEDEPOORTERED 1944 UIT WESTERBORK VERMOORD 23-7-1944 BERGEN-BELSEN       | Vondelstraat 65                | Frederika Gomperts-Philips (1891-1944)                   |
|            | HIER WOONDE ISAAC HILDESHEIM GEB. 1915 GEÏNTERNEERD 5-10-1942 GEDEPOORTERED UIT WESTERBORK VERMOORD 12-11-1942 AUSCHWITZ                          | Eerste Helmersstraat 198 III   | Isaac Hildesheim (1915–1942)                             |
|            | HIER WOONDE JACOB ITALIAANDER GEB. 1913 DEPORTATIE 1943 VERMOORD 31-1-1944 AUSCHWITZ                                                              | Admiraal de Ruijterweg 181 hs  | Jacob Italiaander (1913-1944)                            |
|            | HIER WOONDE ROSINE ITALIAANDER- BLITZ GEB. 1913 DEPORTATIE 1943 VERMOORD 27-8-1943 AUSCHWITZ                                                      | Admiraal de Ruijterweg 181 hs  | Rosine Italiaander-Blitz (1913-1943)                     |
|            | HIER WOONDE CHRISTIAAN CAREL KEMPER IN VERZET GEB. 1887 GEARRESTEERD 6-2-1944 AMSTERDAM GEINTERNEERD 1-3-1944 VUGHT VERMOORD 10-3-1945 BUCHENWALD | Lodewijk Boisotstraat 2 II     | Christiaan Carel Kemper (1887–1945)                      |
|            | HIER WOONDE TRUDE OPPENHEIMER GEB. 1919 VLUCHT 1939 UID DUITSLAND GEDEPOORTERED UIT WESTERBORK VERMOORD 30-9-1942 AUSCHWITZ                       | Vondelstraat 67 huis Oud-West  | Trude Oppenheimer (1919–1942)                            |
|            | HIER WOONDE KAREL AUGUST PEKELHARING GEB. 1909 VERZETSSTRIJDER GEARRESTEERD 6-4-1944 GEËXECUTEERD 10-6-1944 OVERVEEN                              | Rombout Hogerbeetsstraat 83    | Karel August Pekelharing (1909–1944) ref>                |
|            | HIER WOONDE ELIAZER VAN RAAP GEB. 1882 GEÏNTERNEERD 15-4-1943 GEDEPOORTERED UIT WESTERBORK VERMOORD 30-4-1943 SOBIBOR                             | Admiraal de Ruijterweg 143 III | Eliazer van Raap (1882-1943)                             |
|            | HIER WOONDE JACK VAN ROOD SPEIJER GEB. 1936 GEÏNTERNEERD 12-7-1944 GEDEPOORTERED UIT WESTERBORK VERMOORD 6-9-1944 AUSCHWITZ                       | Admiraal de Ruijterweg 189 I   | Jack van Rood Speijer (1936-1944)                        |
|            | HIER WOONDE WILLEM VAN ROOD SPEIJER GEB. 1909 GEÏNTERNEERD 12-7-1944 GEDEPOORTERED UIT WESTERBORK VERMOORD 6-9-1944 AUSCHWITZ                     | Admiraal de Ruijterweg 189 I   | Willem van Rood Speijer (1909-1944)                      |
|            | HIER WOONDE ESTHER VAN ROOD SPEIJER- NEETER GEB. 1912 GEÏNTERNEERD 12-7-1944 GEDEPOORTERED UIT WESTERBORK VERMOORD 6-9-1944 AUSCHWITZ             | Admiraal de Ruijterweg 189 I   | Esther van Rood Speijer-Neeter (1912-1944)               |
|            | HIER WOONDE SARA 'LIENTJE' SCHUITEVOERDER- ITALIAANDER GEB. 1915 DEPORTATIE 1943 VERMOORD 22-10-1943 AUSCHWITZ                                    | Nassaukade 90 II               | Sara Schuitevoerder-Italiaander (1915-1943), ook Lientje |
|            | HIER WOONDE BAREND SNOEK GEB. 1876 GEÏNTERNEERD 4-6-1943 GEDEPOORTERED UIT WESTERBORK VERMOORD 11-6-1943 SOBIBOR                                  | Zandhoek 12 huis               | Barend Snoek (1876-1943)                                 |
|            | HIER WOONDE RACHEL SNOEK-HAGENAAR GEB. 1880 GEÏNTERNEERD 4-6-1943 GEDEPOORTERED UIT WESTERBORK VERMOORD 11-6-1943 SOBIBOR                         | Zandhoek 12 huis               | Rachel Snoek-Hagenaar (1880-1943)                        |
|            | HIER WOONDE BETSY ROSA SCHUITEVOERDER GEB. 1940 DEPORTATIE 1943 VERMOORD 22-10-1943 AUSCHWITZ                                                     | Nassaukade 90 II               | Betsy Rosa Schuitevoerder (1940-1943)                    |
|            | HIER WOONDE MARCUS SCHUITEVOERDER GEB. 1913 DEPORTATIE 1943 VERMOORD 22-10-1943 AUSCHWITZ                                                         | Nassaukade 90 II               | Marcus Schuitevoerder (1913-1943)                        |

## Data van plaatsingen

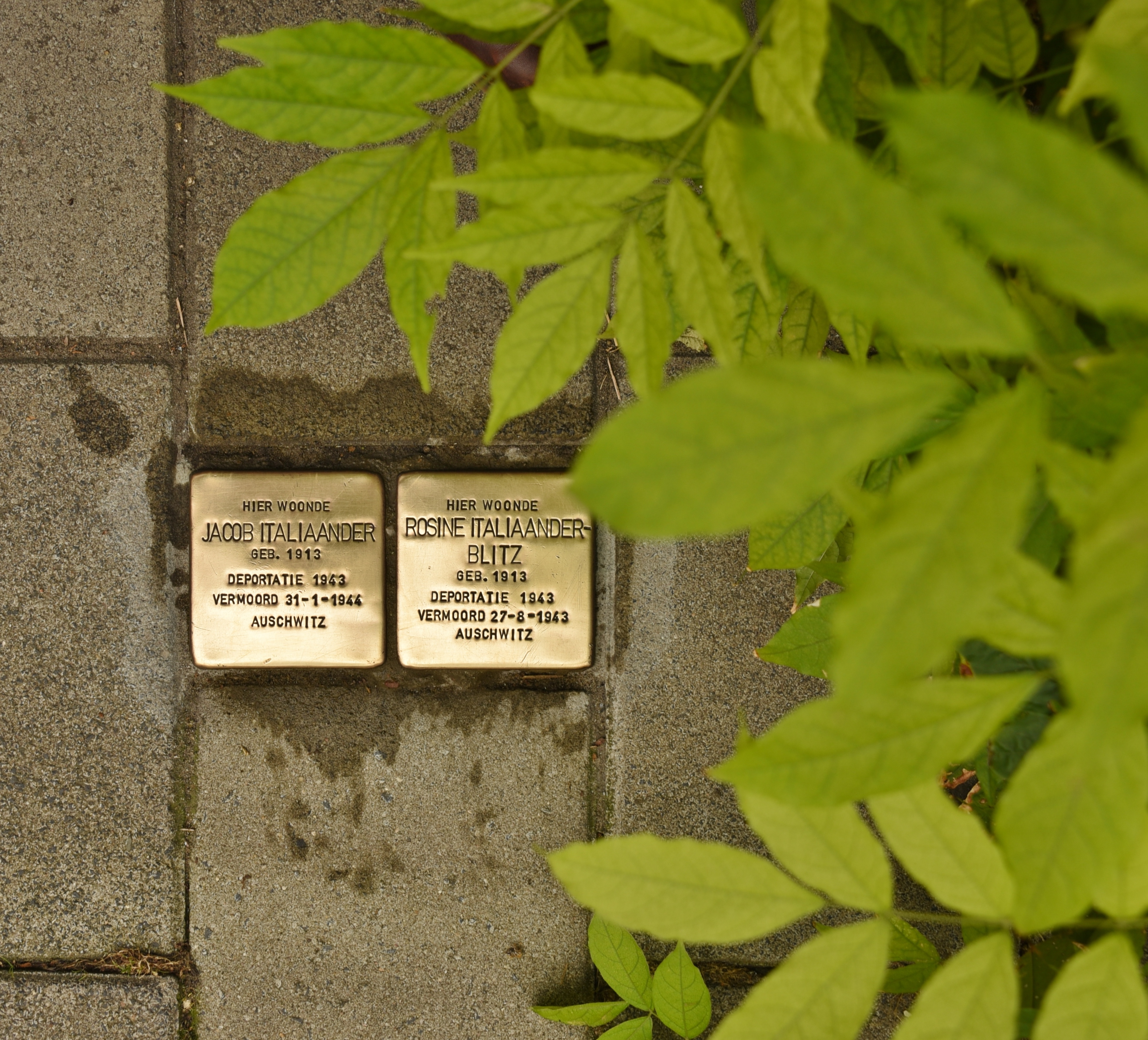
Stolpersteine voor het echtpaar Italiaander

- 4 maart 2009: Admiraal de Ruijterweg 181 hs, Nassaukade 90 II
- 3 augustus 2021: Rombout Hogerbeetsstraat 83
- 8 oktober 2021: Vondelstraat 24
- 10 december 2021: Admiraal de Ruijterweg 189 I
- 10 februari 2022: Zandhoek 12 huis
- 4 mei 2022: Admiraal de Ruijterweg 143 III
- 15 juni 2022: Lodewijk Boisotstraat 2 II
- 6 juli 2022: Eerste Helmersstraat 198 III